# سنجاب پرنده گونه‌قرمز
سنجاب پرنده گونه‌قرمز (نام علمی: Hylopetes spadiceus) نام یک گونه از سرده جنگل‌پر است.